# Estérençuby
Estérençuby – miejscowość i gmina we Francji, w regionie Nowa Akwitania, w departamencie Pireneje Atlantyckie.
Według danych na rok 1990 gminę zamieszkiwało 427 osób, a gęstość zaludnienia wynosiła 9 osób/km² (wśród 2290 gmin Akwitanii Estérençuby plasuje się na 769. miejscu pod względem liczby ludności, natomiast pod względem powierzchni na miejscu 132.).